# Ela Darling
Ela Darling (San José, 23 luglio 1986) è un'attrice pornografica statunitense.

## Biografia
Cresciuta in Texas, dopo aver conseguito la laureata in psicologia forense all'Università del Texas a Dallas e un master in biblioteconomia e scienze dell'informazione presso l'Università dell'Illinois, ha lavorato come bibliotecaria per poi intraprendere nel 2009 la carriera nell'industria pornografica.
Nel 2014 ha fondato la VRTUBE.XXX, una società di realtà virtuale operante nel settore della riproduzione in realtà virtuale di materiale per adulti, venendo considerata tra le pionieri di questo settore e utilizzando per la prima volta questa tecnologia per registrare un contenuto per adulti.
Agli XBIZ Awards 2018 ha vinto il premio Crossover Star of the Year.

## Riconoscimenti
XBIZ Awards
- 2018 - XBIZ Award for Crossover Star of the Year[9]